# روبرت ستيوارت هايندمان
روبرت ستيوارت هايندمان هو رسام كندي، ولد في 28 يونيو 1915 في إدمونتون في كندا، وتوفي في 29 نوفمبر 2009 في National Capital Region (Canada) ‏ في كندا.